# Вайдиг, Адольф
А́дольф Ва́йдиг (нем. Adolf Weidig; 28 ноября 1867, Гамбург, Германия — 23 сентября 1931, Хинсдейл, Иллинойс, США) — американский композитор немецкого происхождения, музыкальный педагог.
Родился в Гамбурге, в 1892 году переселился за океан в Соединённые Штаты. Работал заместителем директора Американской музыкальной консерватории в Чикаго, был деканом кафедры теории и композиции. Среди его известных учеников — композитор Рут Кроуфорд Сигер.
Автор большого количества произведений для оркестра, в том числе нескольких симфоний и симфонических поэм (Semiramis). Среди его камерных произведений — три струнных квартета и струнный квинтет. В творческом наследии композитора также есть несколько песен.